# Cygnus CRS NG-19
Cygnus CRS NG-19 — девятнадцатая миссия грузового космического корабля снабжения Cygnus компании Northrop Grumman к Международной космической станции и восьмой запуск по контракту CRS-2 с НАСА.
Кораблю присвоено имя S.S. Laurel Clark в честь Лорел Кларк — астронавта НАСА, научного специалиста миссии STS-107 трагически погибшей 1 февраля 2003 года на борту космического корабля «Колумбия».

## Запуск
Запуск корабля с помощью ракеты-носителя «Антарес» состоялся 2 августа 2023 года в  00:31:14 UTC со стартовой площадки LP-0A Среднеатлантического регионального космопорта в Уоллопсе, штат Вирджиния.
Грузовой корабль прибыл к МКС 4 августа 2023 и в 09:52 UTC был захвачен манипулятором «Канадарм2», которым управляли астронавты НАСА Уоррен Хобург и Френк Рубио. В 12:28 UTC корабль был пристыкован к модулю «Юнити».

## Полезная нагрузка
Всего на МКС было доставлено 3785 кг:
- Провизия и вещи для экипажа — 1590 кг
- Материалы для научных исследований — 1128 кг
- Оборудование для выхода в открытый космос — 52 кг
- Компьютеры и комплектующие — 31 кг
- Оборудование и детали станции — 948 кг